# دروازه (ترکمنستان)
دروازه (به لاتین: Darvaza) یک منطقه مسکونی در ترکمنستان است که در استان آخال واقع شده است. دروازه در میانه صحرای قره‌قوم و در ۲۶۰ کیلومتری شمال شهر عشق‌آباد جای دارد.

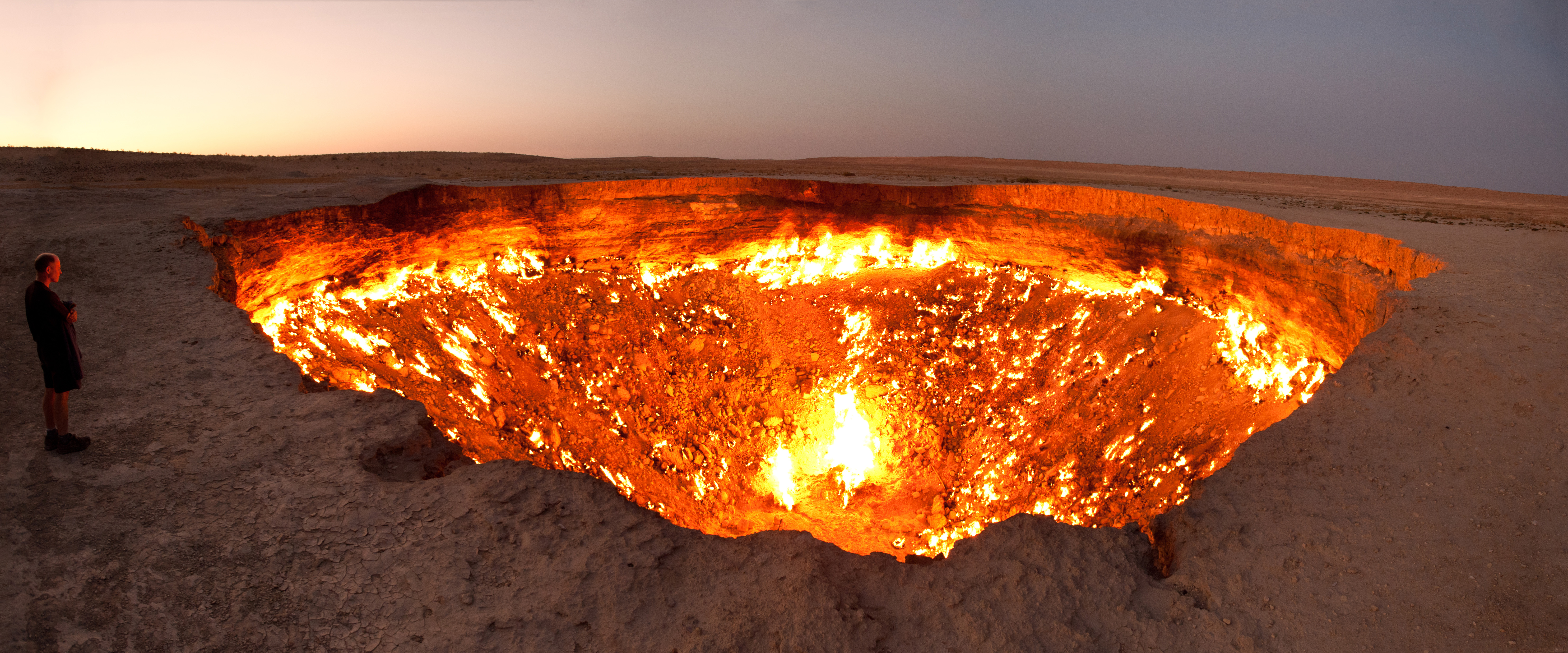

## دروازه جهنم
دروازه جهنم محلی است در نزدیکی این روستا که توسط افراد محلی این‌گونه نامیده شده‌است. در سال ۱۹۷۱ میلادی هنگامی که زمین شناسان روسی در جستجوی گاز مشغول حفاری بودند، به‌طور اتفاقی به حفره‌ای زیرزمینی بر می خورند. زمین در محل حفاری ریزش کرده و حفره ای به شعاع ۷۰ متر ایجاد می شود. پس از نشت گاز متان در حفره، آن را آتش زدند تا بدین طریق از انتشار گازهای سمی جلوگیری کنند و از آن زمان تا کنون این حفره بدون وقفه می‌سوزد.